# Listă de filme dramatice din anii 2010
Aceasta este o listă de filme dramatice din anii 2010:

## 2010
- Crayon
- Black Swan
- The Disappearance of Haruhi Suzumiya
- Discursul regelui

## 2011
- Artistul
- Băiatul cu bicicleta
- Calul de luptă
- Descendenții
- Pumni de oțel
- Tatăl fantomă, regia Lucian Georgescu
- Toomelah
- We Need to Talk About Kevin

## 2012
- Bel Ami
- Cronici
- Femeia în negru
- The Grey: La limita supraviețuirii
- Jurământul